# Batalha do Hotel Nacional de Cuba
A Batalha do Hotel Nacional de Cuba ocorreu de 2 a 3 de outubro de 1933. O conflito opôs oficiais do exército cubano, barricados no Hotel Nacional, que contribuíram para a derrubada de Gerardo Machado, mas que se opunham a Fulgencio Batista, contra os sargentos e outras patentes do exército cubano, que apoiavam Batista.

## Antecedentes
A gênese do cerco ao Hotel Nacional foi a anarquia generalizada durante a derrubada do presidente Gerardo Machado, em 1933. A Revolta dos Sargentos desenvolveu-se em três fases distintas, à medida que cada um dos movimentos secretos anti-Machado emergia das sombras para assumir a sua vez no governo. A primeira fase teve um tom semi-fascista e durou apenas um mês, com apoio político vindo do grupo ABC. A segunda fase foi uma experiência radical e ultra-esquerdista, liderada por Antonio Guiteras e baseada no Diretório Estudantil, durando quatro meses. A terceira fase foi uma contra-revolução que durou cinco anos, de 1934 a 1939, e que foi liderada pelo Sargento Fulgencio Batista; figura que se tornou o líder incontestável da ilha.

## Prelúdio
Após a Revolta dos Sargentos de 4 de setembro de 1933 e a proclamação do sargento Fulgencio Batista como novo Chefe do Estado-Maior do Exército, em substituição a Julio Sanguily Echarte, os oficiais superiores do Exército (tais como capitães, coronéis e generais) recusaram-se a reconhecer esta proclamação. Sofrendo na época de uma úlcera hemorrágica no estômago, Sanguily descansaria no Hotel Nacional de Cuba. Além de Sanguily, também estava hospedado no Hotel Nacional de Cuba o embaixador dos Estados Unidos, Sumner Welles.
Dada a importância de Sanguily, que aos olhos dos oficiais superiores do exército, era o legítimo Chefe do Estado-Maior do Exército e, por outro lado, o facto do próprio embaixador dos EUA estar hospedado no Hotel Nacional, concluiu-se que este era o lugar perfeito para os oficiais do exército se reagruparem e colocarem o governo de Ramón Grau num impasse.
Em 8 de setembro de 1933, o então embaixador dos Estados Unidos em Cuba, Sumner Welles telegrafou o seguinte ao Secretário de Estado dos Estados Unidos:
"O Hotel Nacional de Havana, onde vivem atualmente muitos membros da colónia americana e para onde eu próprio me mudei desde que expirou o contrato de arrendamento da minha casa, foi hoje escolhido pelos oficiais do Exército cubano como quartel-general. Aproximadamente 500 oficiais totalmente armados estão no hotel. Alguns deles receberam informação de que as suas casas foram saqueadas pelos soldados esta manhã e muitos deles temem pelas suas vidas. Recusam-se a abandonar o hotel porque afirmam que é o único lugar aberto para eles em Havana, o qual pode ser facilmente defendido."

## A batalha
A batalha do Hotel Nacional de Cuba começou finalmente no dia 2 de outubro. A maioria dos estudiosos afirma que os combates começaram pelo lado dos soldados que cercavam o Hotel Nacional. Os oficiais do exército tinham aproximadamente 400 homens, enquanto os soldados eram 2.000. Apesar destas diferenças numéricas, os oficiais tinham algumas vantagens importantes, nomeadamente o posicionamento do Hotel Nacional em relação aos soldados que o rodeavam. Ficou bastante claro que as numerosas janelas do Hotel proporcionavam aos oficiais do exército um melhor posicionamento do que os soldados que seriam claramente visíveis de qualquer uma das janelas. Em segundo lugar, muitos dos oficiais eram atiradores experientes; muitos lutaram durante a Guerra da Independência de Cuba no final do século XIX. Essas vantagens se refletiram na batalha, que após 11 horas de combate, as baixas conservadoras colocam o número de soldados mortos em pelo menos 30, enquanto apenas 2 oficiais do exército foram mortos na refrega. No dia seguinte duas unidades da Marinha bombardearam o Hotel Nacional de Cuba. Com pouca munição e a impossibilidade de resistência, os oficiais do exército capitularam. Após a rendição, provavelmente devido às grandes baixas sofridas pelos soldados, aproximadamente uma dúzia de oficiais de alto escalão foram executados a sangue frio pelos soldados.